# Der Haß ist blind
Der Haß ist blind (Originaltitel: No Way Out) ist ein Film noir von Joseph L. Mankiewicz aus dem Jahr 1950 mit Richard Widmark in der Hauptrolle.

## Handlung
Der Assistenzarzt Dr. Luther Brooks, der erst kürzlich die Lizenz zum Praktizieren erworben hat, ist der erste afroamerikanische Arzt im kommunalen Kreiskrankenhaus. An einem Tag ist er für die Behandlung in der Gefängnisstation zuständig, in die die beiden Brüder Johnny und Ray Biddle mit Schussverletzungen nach einem Raubüberfall eingeliefert werden. Während der Untersuchung der beiden Brüder wird Luther immer wieder von Ray mit rassistischen Äußerungen konfrontiert. Da Luther bei Johnny einen Hirntumor vermutet, vollzieht er eine Lumbalpunktion. Jedoch stirbt Johnny während der Behandlung. Luther konsultiert daraufhin seinen Mentor Dr. Wharton, da er vermutet, dass Rays Attacken ihn zu einem fahrlässigen Handeln veranlasst haben könnten. Wharton räumt ein, dass ein Gehirntumor nur eine Möglichkeit für den Tod des Patienten sei. Um sich in der Genauigkeit seiner Diagnose zu vergewissern, bittet Luther um eine Autopsie. Wharton informiert ihn jedoch darüber, dass laut Staatsgesetz eine Autopsie nur möglich ist, wenn die Familie des Verstorbenen ihr Einverständnis gibt. Nachdem Ray die Autopsie verweigert hat, wendet sich Luther an den Krankenhausleiter Dr. Moreland. Dieser lehnt jedoch eine Autopsie ebenso ab, da er vermutet, dass ein Skandal durch die Taten des schwarzen Arztes die finanziellen Mittel des Krankenhauses gefährden könnte.
Durch die Polizei erfährt Wharton, dass Johnny verheiratet war. Daraufhin besucht er zusammen mit Luther Jonnys Witwe Edie Johnson. Sie erzählt ihnen, dass sie sich vor einem Jahr von Johnny geschieden hat und seine ganze Familie hasst. Wharton und Luther überreden Edie, Ray noch einmal nach der Autopsie zu fragen. Ray, der mit Edie eine Affäre hatte, erzählt ihr, dass Johnny noch leben würde, wenn er einen weißen Arzt hätte, und dass eine Autopsie nur dazu diene, Luthers Taten zu vertuschen. Er überzeugt Edie, dass sie die Untreue zu Johnny ungeschehen machen könne, wenn sie dem Clubbesitzer Rocky Miller von Johnnys Tod erzählt. Edie sucht daraufhin den Club auf, in dem Rocky und seine Kameraden eine Attacke auf die schwarze Bevölkerung der Stadt organisieren.
Währenddessen kehrt Luther zum Krankenhaus zurück und erfährt durch den schwarzen Fahrstuhlführer Lefty vom Plan eines schwarzen Gegenangriffs. Luther versucht Lefty von seinen Plan abzubringen. Dieser erzählt ihm von früheren Rassenunruhen, als Lefty und seine Schwester verletzt wurden. Derweil beobachtet Edie, wie Rocky und seine Kameraden die Waffen zum Angriff vorbereiten, und verlässt diese angewidert. Es gelingt den Schwarzen, zuerst anzugreifen und die Weißen zu überraschen. In der Massenschlägerei werden viele verwundet und einige getötet. Zahlreiche Opfer werden ins Krankenhaus gebracht. Wharton, der gerade todmüde vom regulären Dienst nach Hause kam, muss wieder ins Spial. Bevor er weggeht, erscheint Edie angetrunken und niedergeschlagen vor seinem Haus. Wharton lässt sie in der Obhut seines schwarzen Dienstmädchens zurück.
Im Krankenhaus pflegt Luther die Opfer, bis er mit rassistischen Äußerungen attackiert und angespuckt wird und daraufhin das Krankenhaus verlässt. Am nächsten Morgen erfährt Wharton von Luthers Frau Cora, dass dieser sich bei der Polizei für den Mord an Johnny Biddle angezeigt hat, um dadurch die Autopsie zu erzwingen. Diese ergibt, dass Johnny tatsächlich an einem Hirntumor gestorben ist. Wharton, Edie und Cora sind sehr erfreut über die Entlastung Luthers, während Ray immer noch auf seiner Behauptung besteht, dass Dr. Brooks seinen Bruder umgebracht habe und die Ärzte die Wahrheit vertuschen. Ray überwältigt mit Hilfe seines taubstummen Bruders George den wachhabenden Polizisten, nimmt dessen Dienstwaffe an sich, gemeinsam fliehen sie aus dem Polizeigewahrsam. Anschließend warten sie auf Edie in deren möbliertem Zimmer. Als sie eintrifft, wird sie überwältigt und mit Gewalt dazu gezwungen, mit Luther zu telefonieren und ihm zu sagen, dass Wharton, der aber tatsächlich zur Erholung die Stadt verlassen hat, ihn bei seinem Haus treffen möchte. Ray verkündet dann, dass er Luther umbringen wird, und lässt Edie bei George zurück. Edie schafft es, durch die erhöhte Lautstärke eines Radios die Nachbarn auf sich aufmerksam zu machen, und telefoniert dann mit der Polizeistation, um Hilfe zu bekommen.
Ray wartet in Whartons Haus auf Luther und überwältigt ihn beim Eintreffen. Ziemlich betrunken erklärt er ihm, warum er ihn umbringen werde. Edie erscheint. Als Ray beginnt, auf Luther zu schießen, schaltet Edie das Licht aus. Luther wird an der Schulter getroffen. Ray kollabiert vor Schmerzen, da seine Schusswunde seit der Flucht aus dem Fenster der Polizeistation wieder zu bluten begann. Luther gelingt es, Rays Waffe an sich zu nehmen. Edie fordert ihn auf, Ray zu erschießen. Luther aber erklärt, es sei seine Pflicht als Arzt, seine Patienten zu versorgen, auch wenn sie ihn hassen würden. Als Sirenen die Ankunft der Polizei andeuten, sagt Luther zum ausrastenden Ray: „Heule nicht, weißer Junge. Du wirst es überleben.“ Dieser beginnt zu weinen, was suggeriert, Ray habe begriffen, dass der schwarze Arzt nichts Böses will.

## Kritik
„Der Film setzt sich ernsthaft und objektiv mit den amerikanischen Rassenproblemen auseinander. Formal stark auf äußere Spannung getrimmt, aber trotz manch reißerischer Effekte eine packende Veranschaulichung von (selbst-)zerstörerischer Gewalt und blindem Rassenhaß.“

## Auszeichnungen
1951 wurden Joseph L. Mankiewicz und Lesser Samuels für den Oscar in der Kategorie Bestes Originaldrehbuch nominiert.